# Nur Fettahoğlu
Nur Fettahoğlu, également connue sous le nom Nur Aysan, née le 12 novembre 1980 à Duisbourg, en Allemagne, est une actrice turque.
Elle s'est fait connaître du public pour ses rôles tant dans les séries télévisées turques à succès que sont Aşk-ı Memnu (L'Amour interdit) et Muhteşem Yüzyıl (Le Siècle magnifique), qu'au cinéma dans le film La Vallée des loups - Palestine sorti en 2011.

## Biographie
Nur Fettahoğlu,' née le 12 novembre 1980 à Duisbourg, en Allemagne, 
Sa famille paternelle est d'origine turque et a immigré de Crète et sa famille maternelle est albanaise du Kosovo. Elle s'est fait connaître du public pour ses rôles tant dans les séries télévisées turques à succès que sont Aşk-ı Memnu (L'Amour interdit) et Muhteşem Yüzyıl (Le Siècle magnifique), qu'au cinéma dans le film La Vallée des loups - Palestine sorti en 2011

## Filmographie sélective
- 2008 : Aşk-ı Memnu
- 2011 : La Vallée des loups - Palestine
- 2011 : Muhteşem Yüzyıl
- 2014 -2016 : Filinta
- 2017 -2018 : Fi (TV series)
- 2020 : Babil Dizi